# 天月ミク
天月 ミク (あまつき みく、10月19日- ）は、日本のアイドル、プロ雀士。
旧名義はミク・ドール・シャルロット。
アイドルユニット「アフィリア・サーガ・イースト、女塾オールスターズの元メンバー。アミュレート所属。

## 経歴・人物
北海道出身。
2009年、アフィリア・サーガ・イーストとしてデビュー。
2013年にアフィリア・サーガに改名。
在籍時にプロ雀士を取得。同時に日本プロ麻雀協会13期前期として入会。
2015年には元SDN48の浦野一美、光上せあら、穐田和恵と共に女塾オールスターズを結成。
2017年にグループ卒業。卒業後はプロ雀士として活動する。

## リンク
- アミュレート・天月ミク
- 天月ミク (@mikudoll) - X（旧Twitter）
- 天月ミクオフィシャルブログ